# Mala, Chongqing
Mala (kinesiska: 马喇) är en köping i sydvästra Kina. Den ligger i stadsdistriktet Qianjiang i storstadsområdet Chongqing, omkring 220 kilometer öster om det centrala stadsdistriktet Yuzhong. Antalet invånare är 11 813. Befolkningen består av 5 838 kvinnor och 5 975 män. Barn under 15 år utgör 24,0 %, vuxna 15-64 år 61 %, och äldre över 65 år 14,0 %.